# Quenstedtoceras
Quenstedtoceras es un género extinto de cefalópodos ammonoides que vivió durante la última parte del período Jurásico en lo que hoy es Francia, Polonia, Alemania y el Reino Unido.

## Descripción morfológica
La concha de Quenstedtoceras es típicamente evoluta y fuertemente estriada, con todos los verticilos visibles. El ancho varía según la especie, desde bastante estrechos hasta algo anchos, al igual que las nervaduras. Las costillas comúnmente comienzan en el hombro umbilical y se extienden lateralmente hasta la mitad del flanco, donde se dividen y se curvan hacia el borde exterior, o vientre, y se encuentran en una quilla. Las conchas son de tamaño moderado, alcanzando comúnmente diámetros de unos 6 cm (2,4 pulgadas).

## Taxonomía y filogenia
Quenstedtoceras, incluida en la superfamilia Stephanocerataceae, ahora revisada a Stephanoceratoidea, es la primera de la subfamilia Cardioceratinae, derivada de Cadoceras o un género relacionado. Es del Calloviano medio o tardío y dio lugar al final de su rango en el Oxfordiano temprano a Cardioceras.